# Luis Rigalt
Luis Rigalt y Farriols (en catalán: Lluís Rigalt i Farriols) (Barcelona, 25 de agosto de 1814-Barcelona, 18 de abril de 1894) fue un pintor y dibujante español. Rigalt está considerado como el primer paisajista del natural en Cataluña y, por lo tanto, el precursor de una escuela a la que pertenecieron figuras como Martí Alsina y Joaquín Vayreda.
Proveniente de una familia de artistas, e hijo de Pablo Rigalt, estudió en la Escuela de la Lonja en Barcelona y en Madrid dentro del círculo de Jenaro Pérez Villaamil. Fue profesor de perspectiva en la Escuela de Bellas Artes de Barcelona y nombrado académico de mérito por la Real Academia de Bellas Artes de San Fernando. Además de su faceta de pintor y dibujante, desempeñó funciones de editor y escenógrafo, así como de decorador a través de sus obras.
Destacan sus dibujos y sus obras pictóricas a través de las cuales reivindica el género del paisaje en la línea romántica que a partir de él será un género apreciado y cultivado en Cataluña.

## Biografía
Luis Rigalt nació el 25 de agosto de 1814 en una familia de artistas barceloneses. A mediados del siglo XVIII, ya figuraba en Barcelona un Rigalt que tenía una tienda, de las tan características de la época, de "Pintor y Dorador". Este Rigalt, que más que un artista fue un artesano, tuvo dos hijos artistas en la verdadera acepción de la palabra. Uno de ellos, Joaquín, se decide por la arquitectura, mientras que el otro, Pablo fue un artista celebrado del primer tercio del siglo XIX y padre de Luis. Pablo Rigalt va a ejercer desde escenógrafo a profesor de perspectiva. Además, fue uno de los primeros catalanes que empezó a cultivar el paisaje como género en sí mismo. Pablo Rigalt fue discípulo predilecto de Joseph Flaugier, el importador a Cataluña del clasicismo francés.
Al llegar la ocupación de Barcelona por las tropas de Napoleón durante la Guerra de la Independencia Española, Pablo Rigalt, huyó a Villanueva y Geltrú, hasta que transcurridos cinco años y desocupada Barcelona por el ejército francés, retornó a la ciudad. Es entonces cuando nace su hijo.
Luis Rigalt y Farriols ya de niño se mostraba tranquilo y melancólico, predispuesto a los largos silencios y a los recogimientos de espíritu que pide la contemplación de la naturaleza. Su infancia no fue muy alegre pues de naturaleza enfermiza vio más de una vez la muerte de cerca. Estuvo siempre delicado durante los ochenta años que contó de vida.
Recibe sus primeras lecciones de dibujo de su padre en la Escuela de la Lonja en Barcelona, y más adelante, en Madrid dentro de las aulas de Bellas Artes, siendo alumno de Jenaro Pérez Villaamil.
En 1838 contrae matrimonio, cuando contaba con veintidós años, y a los veinticinco ya comenzaba a ser todo un maestro del dibujo. Con un aprendizaje tan serio y sus excepcionales condiciones, va a interpretar las bellezas de la tierra durante más de cuarenta años recorriendo las tierras de Cataluña.
Rigalt va a vivir uno de los periodos más agitados de la historia de Cataluña, y si bien se mantuvo al margen de la política, estos hechos van a repercutir en su obra, especialmente en los dibujos de Barcelona. Es una época en la que van a demolerse edificios, bien por razones políticas, bien por el ansia de renovación que llevará a que en 1859 sea aprobado el plan de ensache debido a Ildefonso Cerdá. Así, Rigalt va a perpetuar con sus dibujos la imagen de una Barcelona que había de desaparecer.
Fue profesor de paisaje en la Escuela de Bellas Artes de Barcelona, y miembro de la actual Real Academia Catalana de Bellas Artes de San Jorge de Barcelona, en la que se conservan setecientos dibujos suyos y diversos óleos. Su obra está también representada en el Museo Nacional de Arte de Cataluña (MNAC) y en el Museo del Prado.
Además de pintor y dibujante, Luis Rigalt va a realizar tareas decorativas, como la realización de pinturas en el Palacio que habría de servir de alojamiento a Isabel II durante su estancia en Barcelona o la dirección de la decoración de la catedral para los funerales del general Francisco Javier Castaños en 1852. También se dedicó a trabajos de editorial y ejerció de escenógrafo, realizando escenografías en 1850 para el Teatro de Gracia y el Teatro de la Comedia.
Se le considera predecesor de los paisajistas catalanes de finales del siglo XIX.

## El artista y su época
Luis Rigalt, educado en un ambiente de riguroso neoclasicismo, vivió precisamente la reacción provocada por las nuevas corrientes románticas, en contra de las frías reglas que imponía el estilo de Jacques Louis David y sus seguidores. Este neoclasicismo llegó a España con retraso, sin embargo, encontramos en Barcelona a comienzos del siglo XIX al francés catalanizado Joseph Flaugier, discípulo de David e importador del clasicismo francés a Cataluña.
Pero llegó la Guerra de la Independencia y la ocupación de Barcelona provocó un éxodo de artistas. Así, finalizada la guerra encontramos dos corrientes que conviven en la pintura española: la tendencia consevadora de tradición diocechesca representada por Vicente López Portaña y la novedad neoclásica en artistas como José Madrazo. Todo este panorama se complica con la explosión del Romanticismo que surge como una defensa de la "no doctrina" y en contra de la Academia.
El Romanticismo acabó con el gusto por lo antiguo clásico derivando la afición hacia el Medievo e impuso un gusto por la aventura que derivó a su vez por una atracción hacia el paisaje como fuente de emociones. En la pintura catalana de este momentos, destaca Claudio Lorenzale compañero de Rigalt en la Real Academia Catalana de Bellas Artes de San Jorge quién realizó un importante conjunto de obras románticas, con un gusto literario y realizadas en el taller, en contraste con la preferencia que mostraba Rigalt por el paisaje directamente observado, coincidiendo con el moderno concepto defendido por la Escuela de Barbizon que contaba con integrantes como Camille Corot a quien Rigalt admiraba. El Romanticismo impuso la emoción que produce en un hombre la belleza del paisaje natural considerando que la obra "paisajista" nace de este contacto del alma del artista con la realidad y fue promotor del contacto del pintor con "el natural" lo que tuvo una enorme trascendencia en el plenairismo que practicarán poco después, los impresionistas.
Así encontramos como antes de Luis Rigalt, no hubo otra pintura paisajista en Barcelona a excepción de cierto vislumbre paisajista en Pablo Rigalt, su propio padre. Y estos primeros pasos de un paisajismo más naturalista será cultivado por sus discípulos como Ramón Martí Alsina cuyo genio naciente ya predijo y admiró Rigalt.

## Distinciones académicas
- 1840: Es nombrado académico de mérito por la Real Academia de Bellas Artes de San Fernando.

- 1841: La Junta de Comercio de Barcelona que dirigía la Academia de la Lonja le autoriza para sustituir a su padre, en caso de ausencia o enfermedad en la cátedra de Paisaje y Perspectiva.

- 1845: Sustituye definitivamente a su padre en dicha clase, lo cual fue confirmado por el Gobierno en 1850.

- 1850: Nombrado académico de Bellas Artes en Barcelona.

- 1870: Nombrado Director de la Escuela de Bellas Artes.

## Obra

### Como dibujante
Aunque sus pinturas fueron realizadas en el taller, Rigalt acudió al natural para realizar los dibujos preparatorios, y es así como el artista tomó tanta afición a los estudios en plena naturaleza que le llevaron a plasmar en sus dibujos los aspectos más variados de nuestro paisaje rural y urbano. Su conjunto de dibujos, en número impresionante, forma un documento importantísimo de los lugares en los que vivió o tan sólo visitó.
Son dibujos realizados con sinceridad y verismo pero que no tienen nada de frialdad inexpresiva, aun cuando en algunos se adivina la intención documental más que la emotiva. Los dibujos reúnen las más variadas técnicas, desde el preciso a la pluma, de trazado finísimo, hasta el apunte más rápido y simple, a veces cosistente solamente en una mancha o una ligera frotación de lápiz, pero abundando el dibujo a la mina de plomo con lavado más o menos acusado de sépia, variante del gris rojizo y animado en ocasiones con toques de blanco de gouache, modalidad ésta que dominó extraordinariamente y que fue su preferida.
En los dibujos que llevan fechas más antiguas, como los de 1841 a 1855, descubre la preocupación por los problemas de perspectiva, siendo su trabajo casi el de un delineante preciso y limpio pero pronto adquieren una sorprendente agilidad de trazo, libertad técnica y variedad de temas, hasta llegar a dibujar por simple manchas y ligeros lavados, algunas veces a todo color...
Rigalt fue enviado a la capital francesa, para formar parte de la comisión española encargada de instalar objetos y obras de arte aportados por nuestro país a la Exposición Universal de París (1855). Es de suponer que allí aprovecharía para ver los museos y centros artísticos y dicha lección se acusa en los dibujos que Rigalt realizó a partir de ese momento, más simples, más libres de técnica y más sensibles al aire y a la luz.
Rigalt vio el paisaje de una manera totalitaria y en general, ciñéndose a unas proporciones racionales. La luz y la atmósfera son elementos esenciales que vivifican sus composiciones. En la traducción de los fenómenos atmosféricos, tan difíciles de expresar y aún más para un dibujante por los pocos medios con que cuenta, Rigalt llegó a un grado de perfección técnica muy rara entre nosotros. En ocasiones, se dejó llevar por cierto efectismo escenográfico, por influencia del ambiente romántico del momento pero sin llegar a desvirtuar el naturalismo informativo.
Rigalt va a realizar dibujos de paisaje tanto urbanos como rurales.
Gracias a los dibujos que Rigalt realizó sobre Barcelona podrían reconstruirse muchos aspectos de la ciudad de la segunda mitad del siglo XIX, por su meticulosidad, siendo verdaderos reportajes gráficos. Consciente de la transformación radical que iba a sufrir la ciudad con la aprobación en 1859 del plan de ensanche debido a Ildefonso Cerdá, Rigalt se entregó con entusiasmo a plasmar todos aquellos escenarios que estaba condenados a desaparecer.
En cuanto a sus dibujos de paisaje, cabe destacar que Rigalt formó parte durante muchos años del Centro Excursionista de Cataluña, del que llegó a ser presidente, lo que le llevó a recorrer todas las tierras catalanas captando con su lápiz toda su belleza. Metódico en todo y cuidadoso como era, tuvo cuidado de poner al pie de los dibujos el nombre del sitio reproducido y la fecha del trabajo lo que ha permitido adivinar los lugares por dónde fue pasando.

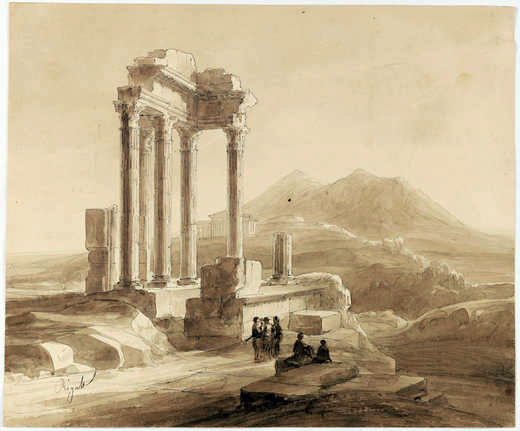
Paisaje con ruinas, hacia 1850. Museo del Prado, Gabinete de Dibujos, Estampas y Fotografías.
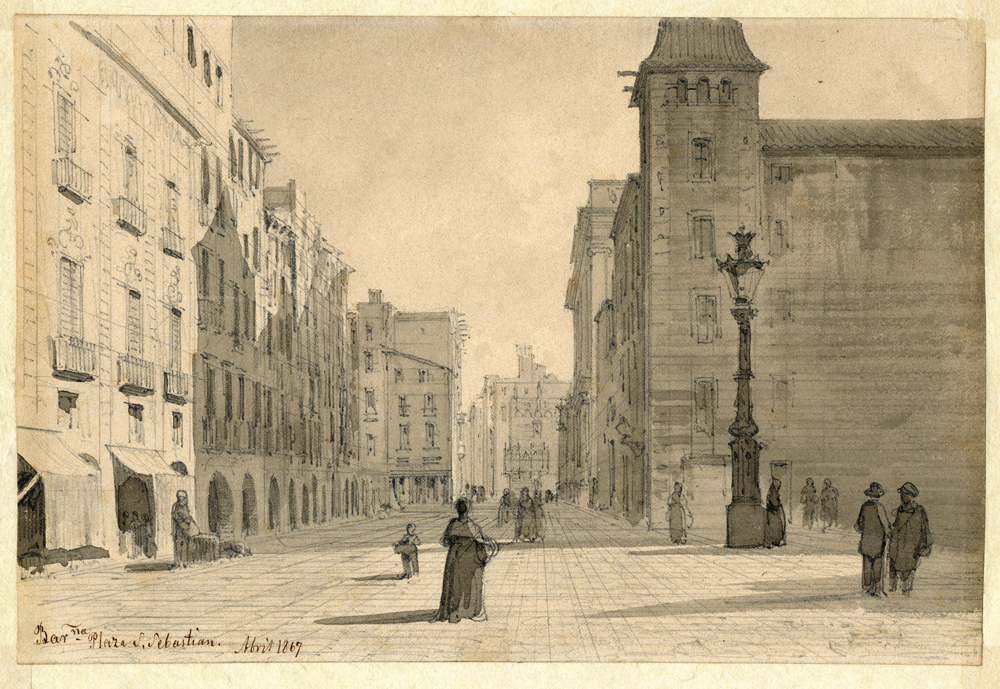
Antigua plaza de San Sebastián de Barcelona. 1867. Real Academia Catalana de Bellas Artes de San Jorge.
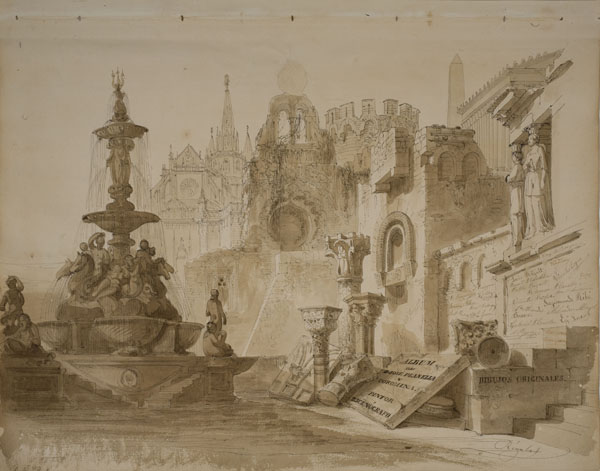
Portada para el álbum de dibujos de Josep Planella. 1860. MNAC.
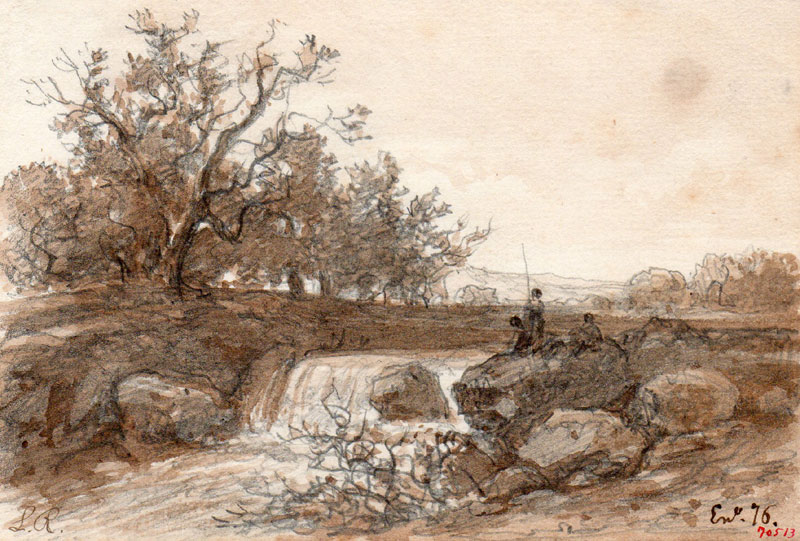
Paisaje. Enero 1876.
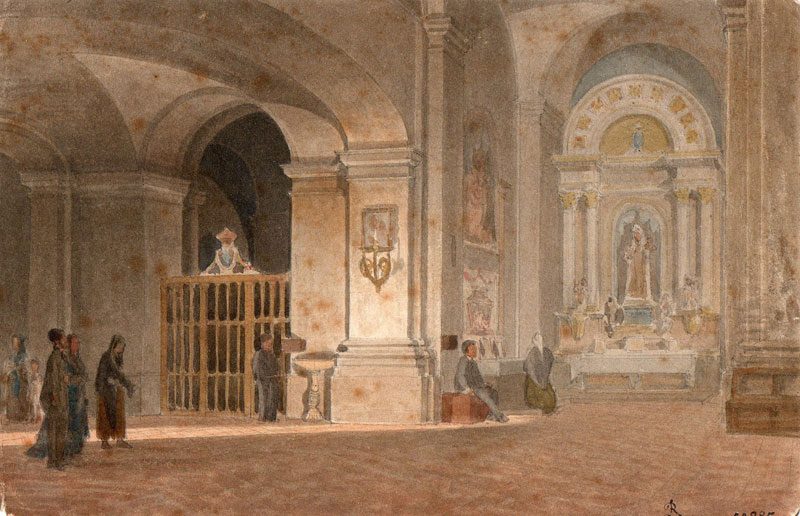
Interior de iglesia (acuarela).
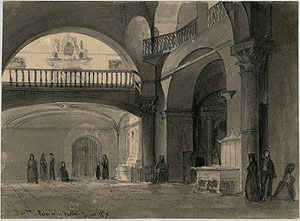
Interior de la iglesia del monasterio de Sant Pere de les Puelles. 1870. Real Academia Catalana de Bellas Artes de San Jorge.

### Como pintor

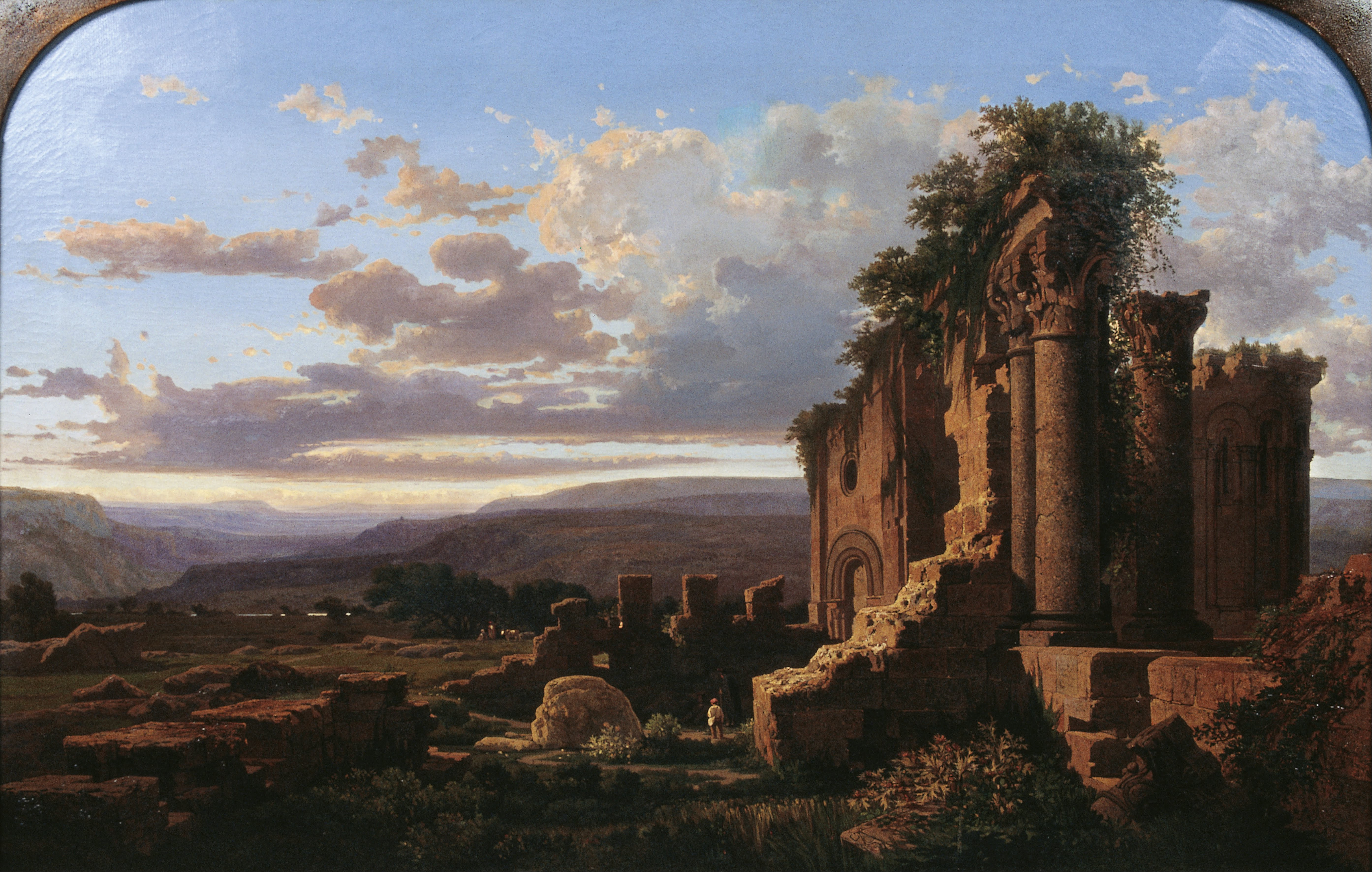
Paisaje con ruinas. 1865. MNAC.

Luis Rigalt, que era un gran dibujante por naturaleza, no había nacido para pintor; resultaba mucho más colorista con su lápiz con una paleta. Los cuadros que pintó se distinguen por dos características:
- Paciente corrección en la línea
- Insignificancia absoluta de coloración

Rigalt asiste a los primeros pasos del plenairismo que culmina a finales de siglo con la llegada del Impresionismo. Rigalt tomaba sus paisajes siempre del natural y con ellos elaboraba sus composiciones en el taller. Puede afirmarse que sus óleos aparecen más ligados a las tendencias conservadoras de la época, aunque también apreciamos en ellos una evolución.
Características:
- Equilibrio entre lo escenográfico y lo realista, que es su aportación más original.
- El color fue un enigma para él.
- Paisajes basados en el contraste de cielos fluidos y transparentes y unos primeros términos sumergidos en la sombra. Se trata de una fórmula romántica que busca crear emoeción a través de éstos contrastes.
- En sus primeras obras sigue la línea romántica de representar ruinas para melancolizar la obra. Pronto abandona esta línea para dedicarse a la simple representación de la belleza del paisaje catalán.
- Su arte cambió poco a lo largo de los años, tan solo apreciándose una mayor perfección y espontaneidad en el dibujo.

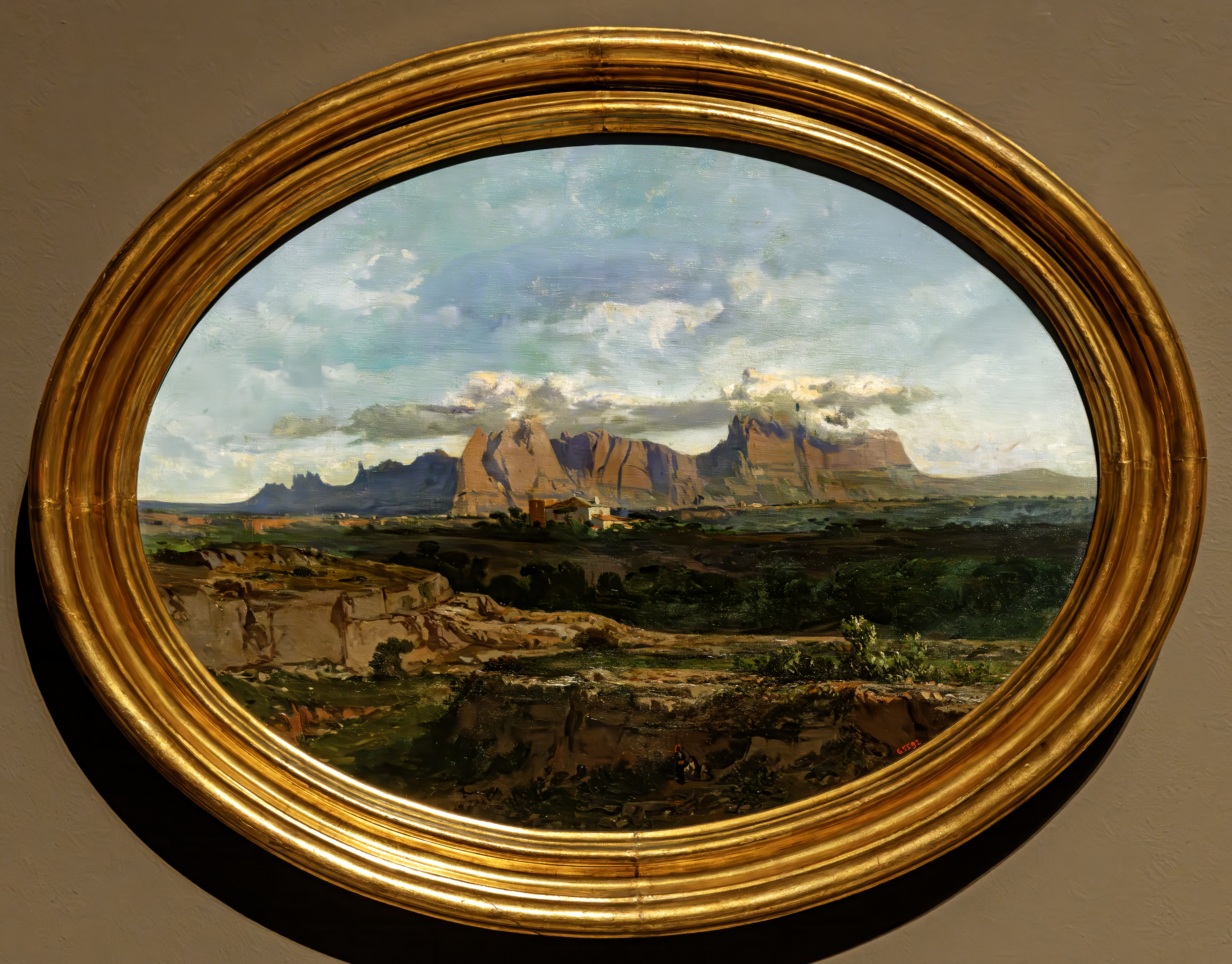
Montserrat Mountain (~ 1840) MNAC
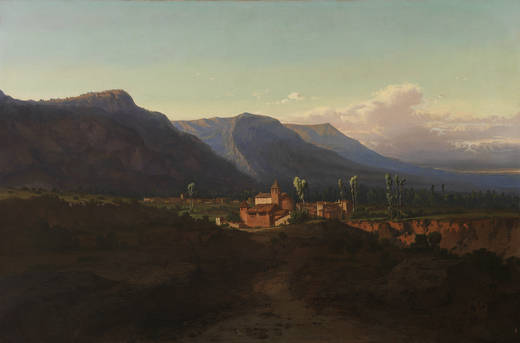
Recuerdos de Cataluña. 1858. Museo del Prado.
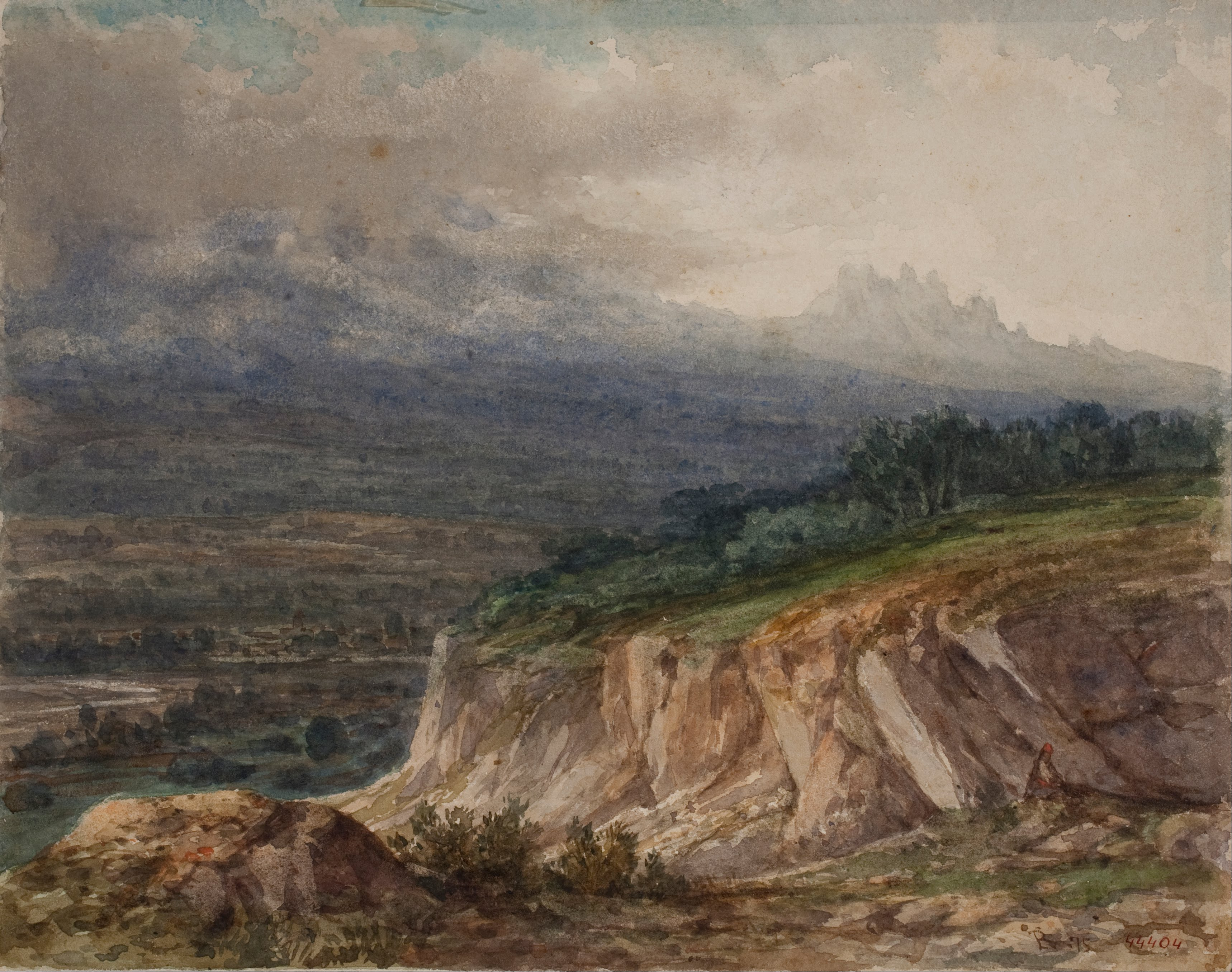
Acuarela. Paisaje. 1875. MNAC.
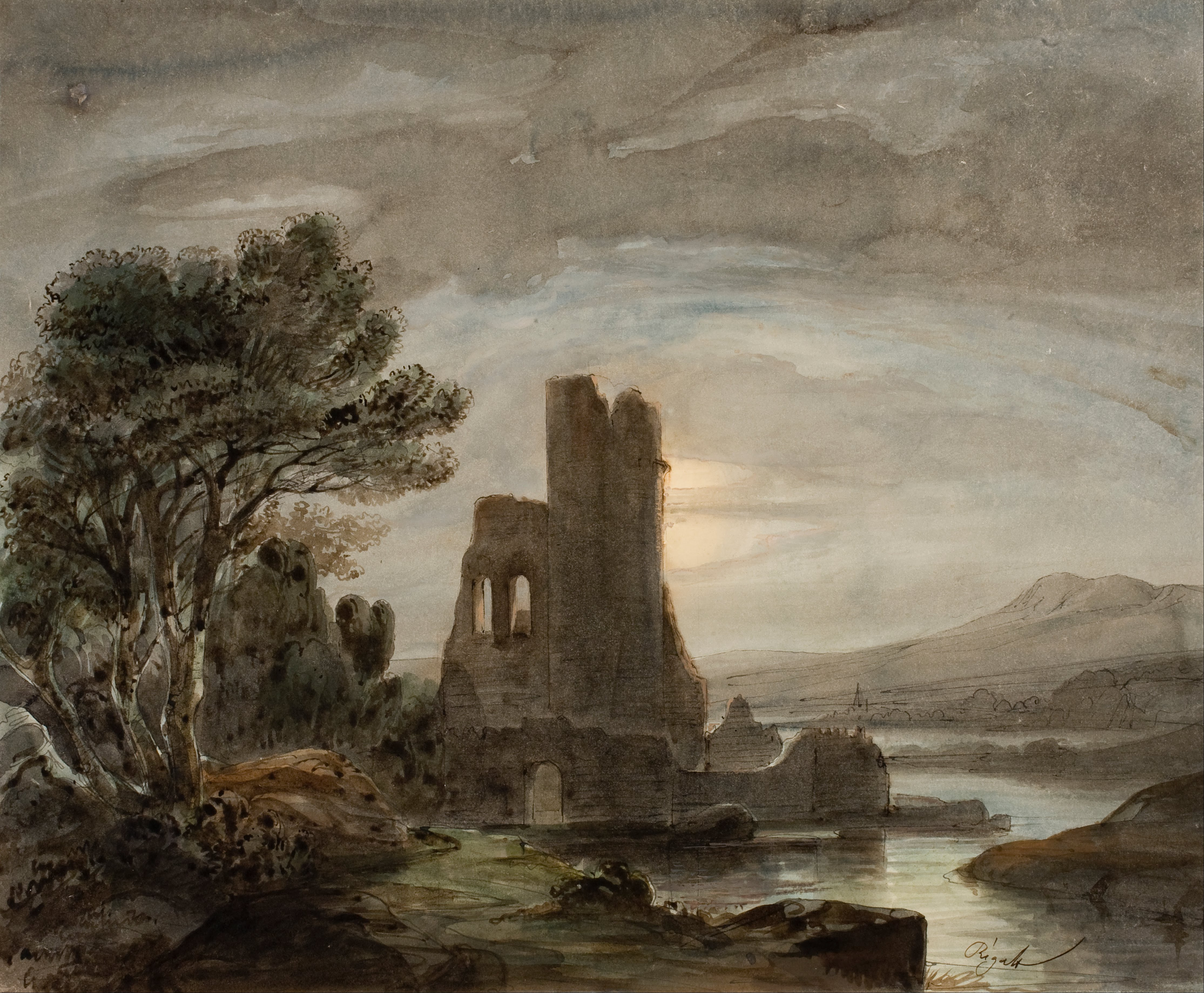
Acuarela con ruinas. 1850. MNAC.
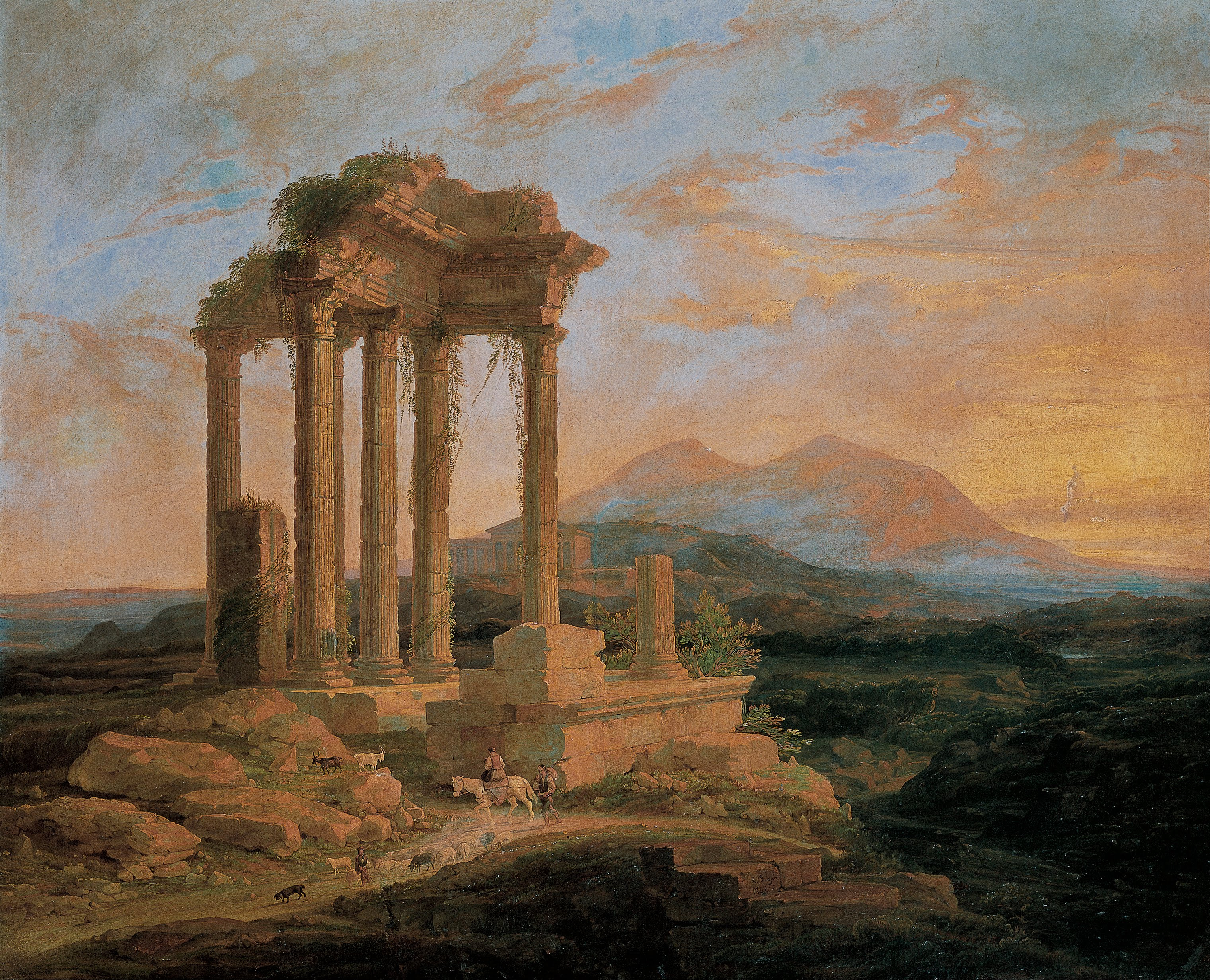
Paisaje con ruinas. 1848. Fundación Banco Santander.
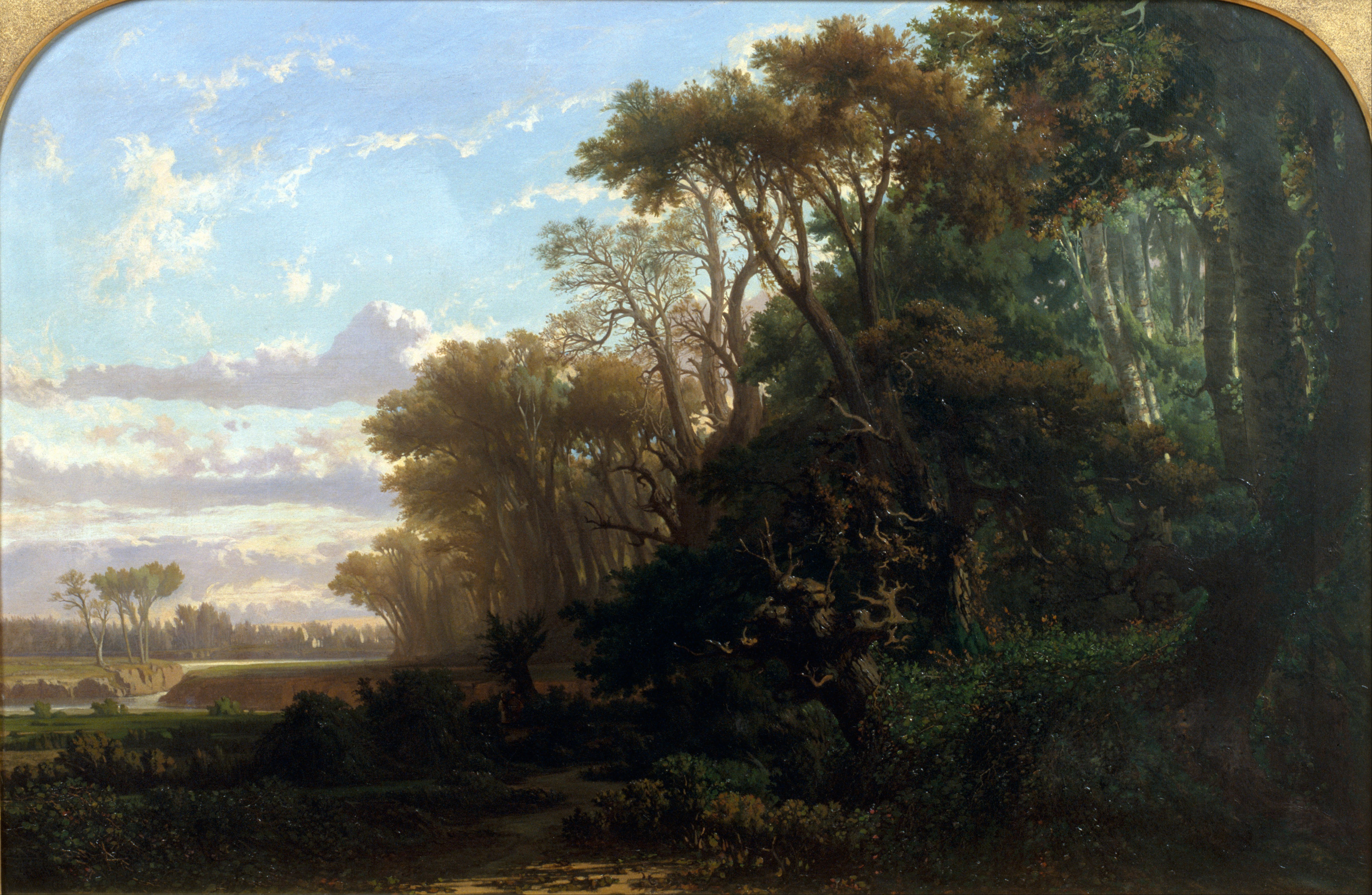
Paisaje con bosque. 1866. Real Academia Catalana de Bellas Artes de San Jorge. Depósito en MNAC.
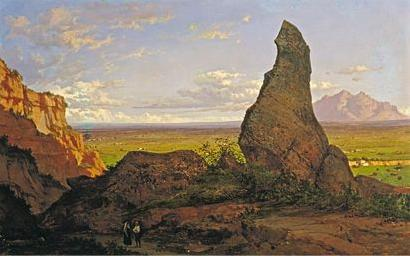
Montserrat desde la roca Dreta. Hacia 1852. Museo del Prado.

## Exposiciones
Un aspecto a tener en cuenta antes de abordar las exposiciones a las que Luis Rigalt concurrió, es que en su época éstas manifestaciones artísticas eran muy diferentes a las actuales. No existían Salas de Exposiciones ya que comienzan a finales del siglo XIX y principios del siglo XX.
Luis Rigalt concurrió de 1847 a 1858 cada año a las Exposiciones de pintura que por aquellos tiempos celebraba en las galerías del Convento de San Juan la "Asociación de amigos de las Bellas Artes". También participó en las Exposiciones celebradas en la Escuela de la Lonja, organizadas por la Junta de Comercio y por la Academia de Bellas Artes.
| Fecha      | Exposición | Lugar                                               | Breve descripción |
| ---------- | --- | --------------------------------------------------- | --- |
| 1844       | Exposición de productos de la Industria española                                                               | Casa de la Lonja                                    | Organizada con motivo de la visita que efectuaron a Barcelona la Reina Isabel II, la Reina Madre María Cristina y la Infante María Fernanda |
| 1866       | Exposición dedicada al Arte Moderno                                                                            | Casa de la Lonja                                    | Organizada por la Academia Provincial de Bellas Artes que con esta exposición comenzó sus exposiciones de Arte en la Casa de la Lonja       |
| 1867       | Exposición retrospectiva de obras de pintura, escultura, arquitectura y artes suntuarias                       | Casa de la Lonja                                    | Rigalt expuso grabados |
| 1868       | Exposición de objetos de arte                                                                                  | Edificio de Exposiciones de Paseo de Gracia- Cortes | Rigalt expuso paisajes de Cataluña |
| 1870       | Exposición de objetos de arte                                                                                  | Edificio de Exposiciones de Paseo de Gracia- Cortes | Rigalt expuso pinturas |
| 1872       | Exposición de objetos de arte                                                                                  | Edificio de Exposiciones de Paseo de Gracia- Cortes | Rigalt expone pinturas, acuarelas y vistas.                                                                                                 |
| 1873       | Exposición de objetos de arte                                                                                  | Edificio de Exposiciones de Paseo de Gracia- Cortes | Rigalt expuso paisajes y vistas de Cataluña                                                                                                 |
| 1898       | Exposición de Bellas Artes e Industrias Artísticas                                                             | Barcelona                                           | Se expusieron pinturas y acuarelas de Rigalt                                                                                                |
| 1910       | Exposición de retratos y dibujos antiguos y modernos                                                           | Barcelona                                           | Se expusieron paisajes de Rigalt |
| 1927       | Exposición extraordinaria de Pintura Catalana de Maestros del siglo XIX                                        | Galería Laitanes                                    | Organizada para conmemorar el centenario del nacimiento del gran artista Martí Alsina.                                                      |
| 1944       | Exposición de homenaje al pintor Luis Rigalt con motivo del cincuentenario de su muerte                        | Sala Parés                                          | Se expusieron cuadros, acuarelas, dibujos y apuntes del Luis Rigalt                                                                         |
| 1951       | Exposición: un siglo olvidado de la Pintura Catalana                                                           | Palacio de la Virreina                              | Se expusieron paisajes de Rigalt |
| 1960       | Exposición homenaje a la Junta de Comercio como fundadora de la primitiva Escuela de Nobles Artes de Barcelona | Conservatorio de las Artes del Libro                | Se expusieron los dibujos de Rigalt que posee la Academia y un cuadro cedido por el Museo de Arte Moderno                                   |
| 1994- 1995 | Cien años del paisajismo catalán                                                                               | Barcelona-Madrid                                    | Organizada por MNAC- Fundación cultural Maphre Vida.                                                                                        |
| 1998       | Luis Rigalt y Farriols. Vistas de la Barcelona Antigua, 1867- 1884                                             | Barcelona                                           | Organizada por ACESA y la Real Academia Catalana de Bellas Artes de San Jorge                                                               |
| 2000       | Exposición antológica de pintura                                                                               | Pamplona, Vitoria, Bilbao, Madrid                   | Organizada por Real Academia Catalana de Bellas Artes de San Jorge                                                                          |

## Publicaciones
- 1857 - Álbum enciclopédico pintoresco de las artes industriales: Colección de dibujos geométricos y perspectivas de objetos decorativos para la construcción y la jardinería.
- 1863 - Cartapacios de dibujos para las escuelas primarias.
- 1884 - Álbum gráfico de artes: gran número de dibujos y proyectos ornamentales.